# Elia Petina
Elia Petina (in latino Aelia Paetina; fl. I secolo) è stata la seconda moglie di Claudio, quarto imperatore di Roma.
Appartenente alla gens Aelia, era figlia del console Sesto Elio Catone e sorella adottiva del potente prefetto del pretorio Lucio Elio Seiano. Aveva sposato Claudio nel 28 d.C. per motivi politici, per volontà dell'imperatore Tiberio, che desiderava imparentare il suo protetto Seiano con la famiglia imperiale.
Dal matrimonio nacque una figlia, Claudia Antonia, (30-66), più tardi forse coinvolta nella congiura contro Nerone del 65, a causa della quale sembra fosse stata messa a morte, (secondo alcune versioni romanzate a causa di un suo rifiuto di sposare l'imperatore).
Claudio divorziò da Elia Petina nel 31, in seguito alla caduta di Seiano. Dopo la morte di Messalina, pensò di risposarla, ma la scelta cadde in seguito sulla nipote Agrippina minore.